# (33843) 2000 GP127
(33843) 2000 GP127 est un objet de la ceinture principale d'astéroïdes intérieure découvert en 2000.

## Description
(33843) 2000 GP127 a été découvert le 11 avril 2000 à l'observatoire du Haleakalā, un centre de recherche astronomique américain faisant partie de l'Institut d'astronomie de l'Université de Hawaï situé au sommet du volcan Haleakalā sur l'île de Maui, par le programme Near Earth Asteroid Tracking (NEAT).

### Caractéristiques orbitales
L'orbite de cet astéroïde est caractérisée par un demi-grand axe de 1,97 ua, un périhélie de 1,83 ua, une excentricité de 0,07 et une inclinaison de 22,95° par rapport à l'écliptique. Du fait de ces caractéristiques, à savoir un demi-grand axe inférieur à 2 ua et un périhélie supérieur à 1,666 ua, il est classé, selon la JPL Small-Body Database, objet de la ceinture principale d'astéroïdes intérieure.

### Caractéristiques physiques
(33843) 2000 GP127 a une magnitude absolue (H) de 15,7 et un albédo estimé à 0,384.